# Ephemera mccaffertyi
Ephemera mccaffertyi is een haft uit de familie Ephemeridae. De wetenschappelijke naam van de soort is voor het eerst geldig gepubliceerd in 2008 door Hwang & Bae.
De soort komt voor in het Oriëntaals gebied.